# Mikołaj Korff (zm. 1659)
Mikołaj Korff h. własnego (ur. 1585, zm. 1659) – wojewoda wendeński, starosta kokenhauski, pułkownik królewski. Jego ojciec, również  Mikołaj, pochodził z niemieckiego rodu Korffów, który w średniowieczu przeniósł się z Westfalii do Inflant.

## Kariera wojskowa
Służbę wojskową rozpoczął w okresie wielkiej smuty.
W latach 1621–1629 pod komendą Krzysztofa Radziwiłła brał udział w walkach ze Szwecją jako dowódca oddziału rajtarii. W styczniu 1622 r. otrzymał stopień pułkownika, a pod koniec tego roku był członkiem delegacji prowadzącej rokowania ze Szwedami, które zakończyły się podpisaniem 7 grudnia 1622 r. rozejmu w obozie nad rzeką Ugrą.
W 1629 r. przeszedł na prywatną służbę u Radziwiłłów, jednak cztery lata później powrócił do armii koronnej i jako dowódca regimentu piechoty wziął udział w odsieczy smoleńskiej. W trakcie tej kampanii był jednym z komisarzy prowadzących w imieniu Rzeczypospolitej polsko-moskiewskie rokowania na Żaworonkowych Wzgórzach.
W latach 1648–1651 uczestniczył w walkach z oddziałami Bohdana Chmielnickiego jako dowódca jednostek autoramentu cudzoziemskiego. Brał udział w bitwie pod Piławcami, w której jego oddział został rozproszony, a także w walkach pod Zbarażem i Beresteczkiem. 1 stycznia 1652 r. odszedł ze służby wojskowej.

## Kariera polityczna
W 1634 r. został kasztelanem wendeńskim oraz starostą kokenhauskim, a w 1643 r. wojewodą wendeńskim. Brał udział w sejmach w latach 1623, 1646, 1648 i 1649. Na sejmie elekcyjnym 1648 r. opowiedział się za kandydaturą Jana Kazimierza na tron polski i złożył podpis jako jego elektor.
W dobie potopu szwedzkiego związał się ze stronnictwem Janusza Radziwiłła i razem z nim podpisał 20 października 1655 r. układ w Kiejdanach, zrywający unię z Polską i poddający Wielkie Księstwo Litewskie pod szwedzką protekcję. W trakcie tego spotkania Mikołaj Korff wygłosił przemówienie, podczas którego doszło do nieoczekiwanego zdarzenia: zerwała się podłoga i kilka osób zostało niegroźnie rannych. Zostało to odebrane jako zły znak.
Był ojcem Waltera, ciwuna trockiego od 1657 r., męża Reginy Ogińskiej, secundo voto Pociejowej, oraz Ernesta Jana, który brał udział w walkach z Kozakami i Rosją w latach 1654–1656.